# Елисавет-Баскет
«Елисавет-баскет» (англ. «Elisavet-basket», «Elizabeth-basket») — профессиональная женская баскетбольная команда, которая базируется в городе Кропивницком, Кировоградская область, Украина и участвует в Чемпионате по баскетболу Украины среди команд Высшей и Первой лиг. Домашние игры проводит в спортивном зале Факультета физического воспитания Центральноукраинского государственного педагогического университета им. В. Винниченка. Команда основана в 2012 году и за время своего существования завоевала серебряные медали (сезон 2012/2013 Чемпионата Украины), а в сезоне 2013/2014 стала победителем Чемпионата Украины среди команд Высшей лиги.

## Сезон 2012/2013
2012 год стал годом основания женского баскетбольного клуба «Елисавет-Баскет». Идея создания первой в Кировограде за долгое время профессиональной женской баскетбольной команды принадлежит её основателю — украинскому бизнесмену Руслану Згривцу. Основной целью создания баскетбольного клуба было повышение интереса молодёжи к здоровому образу жизни, привлечение детей к занятиям баскетболом, развитие спорта в регионе, и в целом на Украине.

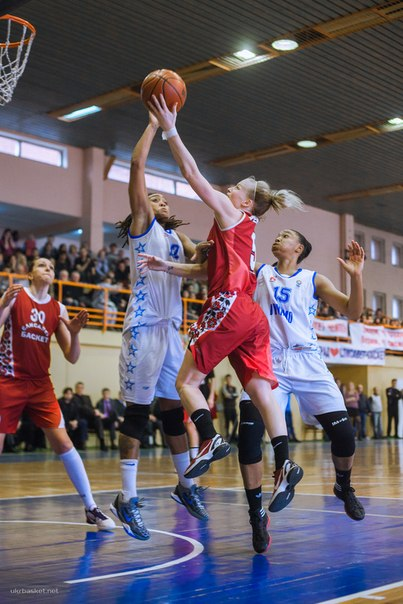
«НПУ-Динамо» — «Елисавет-Баскет»

Главным тренером был назначен Юрий Процюк. В состав команды вошли: игрок национальной сборной Украины — Жержерунова Е., американка Грекхем Э., Назаревич А., Пазюк В., Сивакова О., Рысина Н. и другие. Главным приобретением команды стала Алина Ягупова — баскетболиста сборной Украины, которая перешла в «Елисавет-Баскет» из «Регины-Баскет-Бар». Во второй половине регулярного Чемпионата к команде присоединились ещё четыре иностранных игрока: американка Стефани Реймонд, сербки Неда Джурич и Рада Видович, а также сенегалка Ая Траоре. Также, на должность главного тренера была приглашена Людмила Коваленко.
После внушительного пополнения состава команды «Елисавет-Баскет» удалось прорваться в полуфинал украинского Чемпионата, где кировоградкам предстояло сразиться с опытной киевской командой «Тим-Скуф». В серии матчей до двух побед свою домашнею игру «Елисавет-Баскет» уверенно сыграли и одержали победу со счетом 97:74. Самым результативным игроком кропивницкой команды стала Алина Ягупова, набравшая в этой встрече 28 очков, 9 подборов и сделал 5 результативных передач. Статистика остальных игроков: А. Траоре (15+9+1), С. Реймонд (23+3+9), Е. Жержерунова (14+11+1), А. Назаревич (10+2+1), Р. Видович (7+6+5).
Вторую полуфинальную игру «Елисавет-Баскет» провели в Киеве, где одержали вторую победу, обыграв «Тим-Скуф» со счетом 75:63. А. Ягупова (23+12+9), Р. Видович (16+11+3), Е. Жержерунова (11+14+4),, К. Кириченко (9+2+0), А. Траоре (8+7+1), А. Назаревич (5+6+0), С. Реймонд (3+5+0). Таким образом, сыграв серию победных игр со счетом 2:0 БК «Елисавет-Баскет» вышел в финал, где они должны были состоятся поединки ещё с одним киевским клубом «Динамо-НПУ».

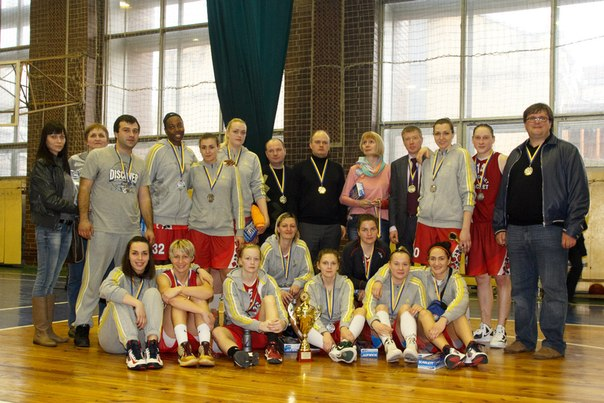
Серебряные чемпионы

В первом финальном матче до двух побед «Елисавет-Баскет» потерпел поражение от «Динамо-НПУ» — 81:65. А. Ягупова (12+11+6), Е. Жержерунова (18+12+1), А. Назаревич (13+6), С. Реймонд (8+1+1), Р. Видович (8+3+2). Счет в серии 1:0 в пользу киевского «Динамо-НПУ». Во втором финальном матче, при ошеломляющей поддержке своих болельщиков «Елисавет-Баскет» одолел на домашнем паркете «Динамо-НПУ» со счетом 85:79. А. Ягупова (25+8+4), С. Реймонд (22+2+5), А. Траоре (16+9+2), Е. Жержерунова (11+9+1+3 блок-шота), А. Назаревич (9+2), Н. Джурич (2+4+6), Р. Видович (0+1+2). Счет в серии 1:1.
Финальный поединок за золото Чемпионата проходил в Киеве. В напряжённой борьбе баскетболистки «Динамо-НПУ» одолели «Елисавет-Баскет» со счетом 73:60. Таким образом, счет в серии стал 2:1 в пользу «Динамо-НПУ», а «Елисавет-Баскет» в первый же год своего существования стали серебряными призёра Чемпионата Украины по баскетболу среди женских команд Высшей лиги. А. Ягупова (20+6+1), А. Траоре (14+8+3), Е. Жержерунова (10+14+6), С. Реймонд (5+4+2), Р. Видович (8+3 ассиста), Н. Джурич (1+1).
Алина Ягупова получила звание MVP Чемпионата, лучшим центровым была признана Елена Жержерунова.

## Состав 2012/2013
| Номер | Игрок             | Позиция   | Год рождения | Рост |
| ----- | ----------------- | --------- | ------------ | ---- |
| 4     | Наталья Рысина    | Защитник  | 1993         | 173  |
| 5     | Стефани Реймонд   | Защитник  | 1985         | 170  |
| 6     | Ксения Кириченко  | Форвард   | 1991         | 173  |
| 8     | Наталия Фрасинюк  | Защитник  | 1993         | 170  |
| 9     | Неда Джурич       | Защитник  | 1980         | 170  |
| 10    | Татьяна Гаив      | Защитник  | 1988         | 180  |
| 11    | Алиса Назаревич   | Центровой | 1989         | 194  |
| 14    | Алина Ягупова     | Защитник  | 1992         | 185  |
| 15    | Ольга Сивакова    | Защитник  | 1992         | 160  |
| 17    | Анна Николаева    | Защитник  | 1991         | 170  |
| 21    | Рада Видович      | Защитник  | 1979         | 177  |
| 30    | Елена Жержерунова | Форвард   | 1983         | 193  |
| 32    | Ая Траоре         | Форвард   | 1985         | 187  |

## Атрибутика клуба

### Название команды
В 2012 году было официально выбрано название команды. Президентом клуба был объявлен конкурс на лучшее название для новой кировоградской женской команды. Среди многочисленных вариантов названий самым подходящим оказался вариант спортивного журналиста Юрия Илючека — «Елисавет-Баскет». По мнению руководства клуба именно «Елисавет-Баскет» отображает исторические традиции города Кропивницкого и несет в себе женское начало.

### Эмблема
В 2013 году была создана эмблема команды. На эмблеме изображена елисаветградская звезда, пять красных цветков, олицетворяющие пять игроков на пять игроков на площадке, и посредине баскетбольный мяч. Эмблема команды подчёркивает женственность, спортивность и принадлежность к городу Кропивницкому. Разработан эмблема в двух цветовых вариантах: красном и белом.

### Форма
С 2012 года баскетболистки «Елисавет-баскет» выходили на домашние игры в белой форме, а на выездные — в красной. На майках и шортах изображены элементы рушника с свойственным Кировоградской области орнаментом, выполненном в красном и чёрных цветах.
В сезоне 2013/2014 форме несколько видоизменилась, но цветочный орнамент остался неизменным, что ещё раз подчеркивало происхождение команды именно с Кировоградской области.

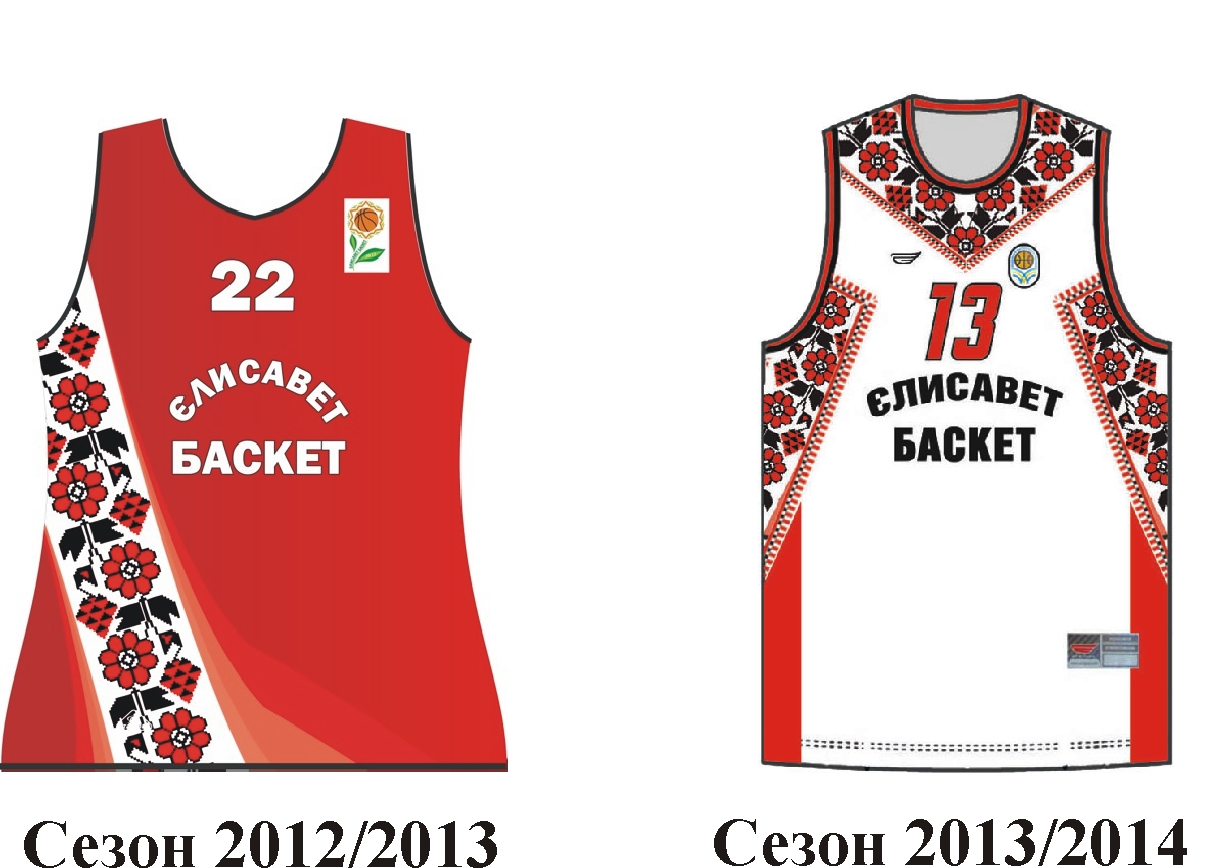
Форма «Елисавет-Баскет»

## Сезон 2013/2014
Сезон 2013/2014 начался с существенного обновления команды. На должность главного тренера была назначена опытная Виктория Большакова. Руководству клуба удалось вернуть на родину игроков национальной сборной из клубов Болгарии, Венгрии, Казахстана. 

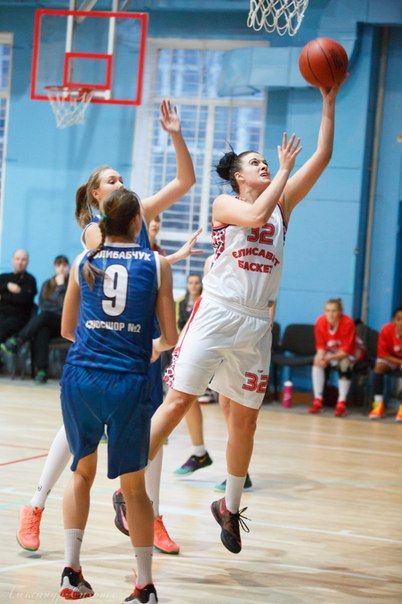
«Елисавет-Баскет» — «Интерхим»

 До начала регулярного Чемпионата в городе Кировограде прошел Первый международный турнир «Кубок губернатора Кировоградской государственной администрации А. Николаенка», в котором команда «Елисавет-Баскет» заняла первое место. В играх национального чемпионата «Елисавет-Баскет» стартовал с победы над киевским клубом «Тим-Скуф». В первой игре со своим принципиальным соперником киевским «Динамо-НПУ», «Елисавет-Баскет» потерпели первое домашнее поражение. В дальнейшем команды сыграли между собой ещё три игры. Обе выездные игры «Елисавет-Баскет» выиграл, а вот ещё одну домашнею — проиграл.

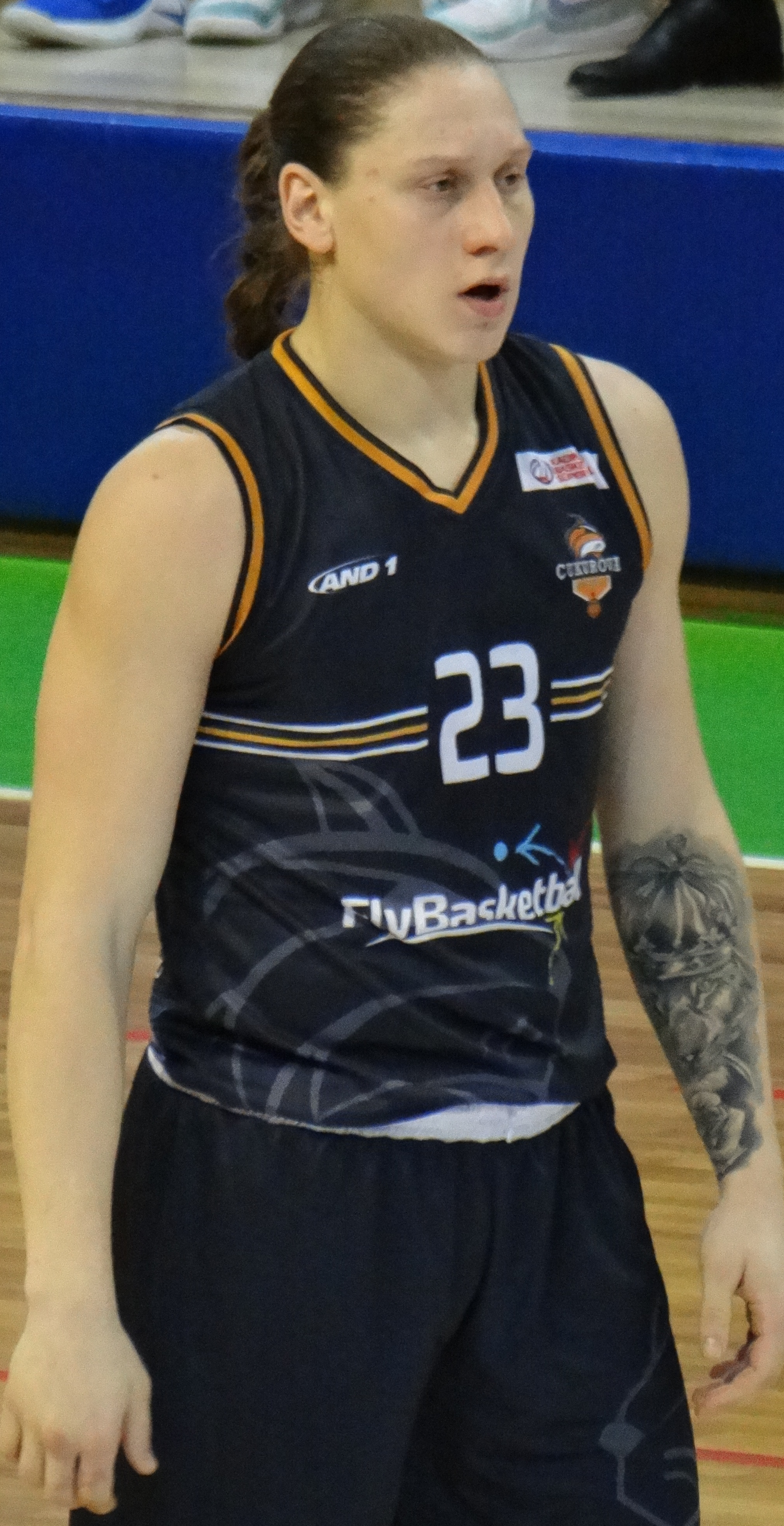
Алина Ягупова — MVP Чемпионата

После событий, которые произошли на Украине в декабре 2013 — феврале 2014 года (Евромайдан) возник вопрос о целесообразности проведения и завершения Чемпионата Украины. После вынужденной паузы, в Чемпионате Украины остались всего три команды: одесский «Интерхим-СДЮСШОР№ 2», киевский «Тим-Скуф» и кировоградский «Елисавет-Баскет». Баскетбольный клуб из Астаны (Казахстан) и киевское «Динамо-НПУ» завершили своё участие в Чемпионате. Таким образом «Елисавет-Баскет» стал единоличным лидером, и финальную серию игр пропустил, дожидаясь своего соперника уже в финале. Киевский «Тим-Скуф» обыграв в полуфинале одесский «Интерхим» со счетом 2:0 в серии, вышел в финальную стадию Чемпионата.
Первую игру из серии до двух побед «Елисавет-Баскет» провели в домашних стенах, где обыграли киевскую команду со счетом 94:63 (счет в серии 1:0). Заключительным же стал киевский матч. Во втором финальном поединке «Елисавет-Баскет» обыграл «Тим-Скуф» со счетом 86:62, и впервые за свою историю завоевал золотые медали Чемпионата Украины по баскетболу среди женских команд. Лидером, которая повела за собой всю команду стала Алина Ягупова, которая забросила в корзину соперника 39 очков, собрала 14 подборов, оформив дабл-дабл, сделала 2 результативные передачи и 2 перехвата. Лучшим игроком Чемпионата была признана Алина Ягупова, лучшим защитником — Ольга Дубровина.

## Елисавет-Баскет-2

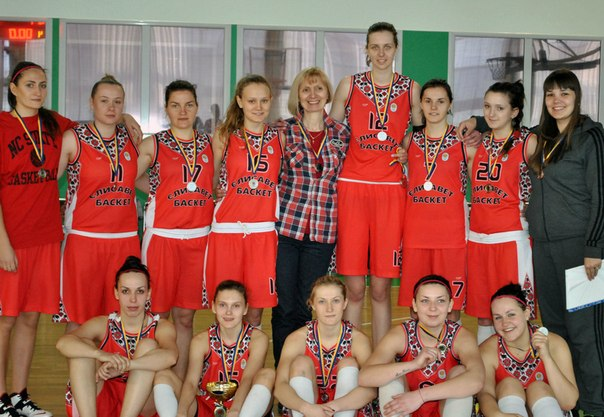
«Елисавет-баскет-2»

Еще одной инициативой руководства клуба «Елисавет-Баскет» стало появление в сезоне 2013/2014 дублирующего состава основной команды, который выступал в Чемпионате Украине по баскетболу среди женских команд Первой лиги. Возглавила команду Людмила Коваленко. Целью создания второй команды было привлечение молодых, перспективных игроков для того, что бы обеспечить в будущем конкуренцию за место в основной команде.
Несмотря на то, что серьезных целей перед молодой командой не ставилось, «Елисавет-Баскет-2» вышел из своей группы на первом месте, переиграв при этом более опытных соперников. В финале Первой лиги сошлись команды из Ивано-Франковска, Винницы и Кировограда. Баскетболистки из БК «Елисавет-Баскет-2» в первой игре против «Франковска» проиграли со счетом 67:85, а вот игру против «Винницких молний» выиграли со счетом 75:67. Таким образом, «Елисавет-баскет-2» стали серебряными призёрами Чемпионата Украины среди женских команд Первой лиги.

## Состав «Елисавет-Баскет» 2013/2014
| Номер | Игрок               | Позиция   | Год рождения | Рост |
| ----- | ------------------- | --------- | ------------ | ---- |
| 4     | Ольга Дубровина     | Защитник  | 1987         | 170  |
| 5     | Оксана Кисилёва     | Форвард   | 1988         | 186  |
| 7     | Виктория Кондусь    | Защитник  | 1997         | 173  |
| 8     | Татьяна Лысенко     | Форвард   | 1993         | 179  |
| 9     | Тани Робинсон       | Форвард   | 1988         | 180  |
| 10    | Екатерина Рымаренко | Форвард   | 1990         | 185  |
| 13    | Александра Чек      | Центровой | 1993         | 190  |
| 14    | Алина Ягупова       | Защитник  | 1992         | 185  |
| 19    | Ольга Колядюк       | Защитник  | 1996         | 171  |
| 22    | Наталья Покровенко  | Защитник  | 1993         | 170  |
| 32    | Рэбекка Брушевски   | Форвард   | 1988         | 185  |
| 33    | Рене Тейлор         | Защитник  | 1984         | 158  |